# El Porvenir (distrito de San Martín)
El Porvenir é um distrito do Peru, departamento de San Martín, localizada na província de San Martín.

## Transporte
O distrito de El Porvenir é servido pela seguinte rodovia:
- SM-106, que liga o distrito à cidade de Juan Guerra
- SM-105, que liga o distrito de Papaplaya à cidade de Caynarachi[1][2][3]